# Irish Open 2000
Die Irish Open 2000 im Badminton fanden vom 7. bis zum 10. Dezember 2000 in Dublin statt.

## Medaillengewinner
| Disziplin    | Gold                          | Silber                            | Bronze                                     |
| ------------ | ----------------------------- | --------------------------------- | ------------------------------------------ |
| Herreneinzel | Michael Edge                  | Mark Constable                    | Robert Blair                               |
| Herreneinzel | Michael Edge                  | Mark Constable                    | Mark Burgess                               |
| Dameneinzel  | Yuan Gao                      | Elizabeth Cann                    | Nina Weckström                             |
| Dameneinzel  | Yuan Gao                      | Elizabeth Cann                    | Fiona Sneddon                              |
| Herrendoppel | Alastair Gatt Craig Robertson | Robert Blair Russell Hogg         | Bruce Topping Mark Topping                 |
| Herrendoppel | Alastair Gatt Craig Robertson | Robert Blair Russell Hogg         | James Anderson Graham Hurrell              |
| Damendoppel  | Emma Constable Sarah Hardaker | Felicity Gallup Joanne Muggeridge | Elizabeth Cann Paula Harrison              |
| Damendoppel  | Emma Constable Sarah Hardaker | Felicity Gallup Joanne Muggeridge | Erla Björg Hafsteinsdóttir Kirsteen McEwan |
| Mixed        | Russell Hogg Kirsteen McEwan  | Graham Hurrell Sarah Hardaker     | Pat Marron Bing Huang                      |
| Mixed        | Russell Hogg Kirsteen McEwan  | Graham Hurrell Sarah Hardaker     | Craig Robertson Yuan Gao                   |